# Grumete
Grumete é um tipo de aprendiz a bordo, menor de idade, responsável por limpar e ajuda os marinheiros nos diferentes trabalhos. Em Portugal refere-se ao praça não graduado.

## História
Relatos informam que por volta do ano 1500, junto a embarcação de Pedro Álvares Cabral, abaixo dos marinheiros menos experientes estavam os grumetes. Adolescentes com, no mínimo 12 anos que faziam os trabalhos mais simples, recebendo apenas um salário simbólico.
Um dos serviços típicos dos grumetes, era de molhar o convés regularmente. Se a madeira do mesmo ficasse seca por muito tempo, encolhia e rachava o barco. Outro trabalho era acompanhar a passagem do tempo, eram encarregado de virar uma ampulheta e informar aos outros para avisarem à tripulação; esse costume foi aperfeiçoado com posteriores desenvolvimentos, com a utilização de um sino que podia ser ouvido por todos a bordo, que marcava as horas e as meias horas, pelo som do badalo, acionado por um cabo que o prendia. Era como um "relógio falante, depois sonante" que, de 30 em 30 minutos informava o horário à tripulação.

## Marinha Portuguesa
Atualmente, na Marinha Portuguesa a designação grumete aplica-se aos praças não graduados ou com uma graduação elementar. Existem:

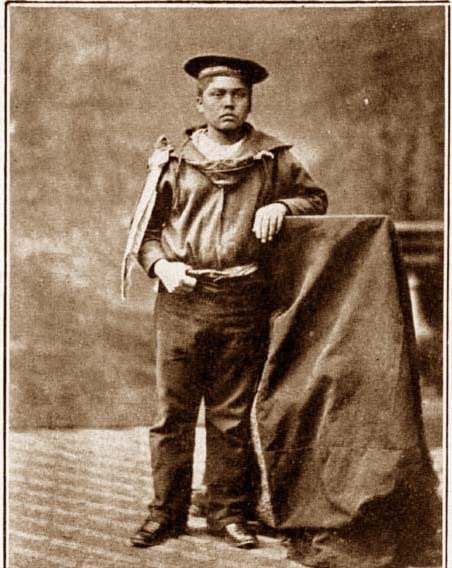
O grumete Juan Bravo, herói chileno do combate de Punta Gruesa, a bordo do Covadonga

1. Primeiro-grumete - graduação equivalente a segundo-cabo do Exército ou da Força Aérea;
2. Segundo-grumete - posto de praça não graduada, equivalente a soldado do Exército ou da Força Aérea;
3. Segundo-grumete instruendo - designação dos militares, durante frequência do ciclo de instrução básica para a categoria de sargentos em regime de contrato ou de voluntariado. Ao passar ao ciclo de instrução complementar o instruendo é promovido a segundo-subsargento;
4. Segundo-grumete aluno - designação dos militares, durante frequência do ciclo de instrução básica para a categoria de praças do Quadro Permanente. Ao passar ao ciclo de instrução complementar o instruendo passa a segundo-marinheiro aluno;
5. Segundo-grumete recruta - designação dos militares, durante frequência do ciclo de instrução básica para a categoria de praças em regime de contrato ou de voluntariado. Ao passar ao ciclo de instrução complementar o instruendo passa a segundo-grumete.

O posto de primeiro-grumete é imediatamente superior ao de segundo-grumete e inferior ao de segundo-marinheiro. Os primeiros-grumetes e segundo-grumetes usam, como distintivo de posto, apenas o emblema da sua classe, respectivamente em ambos os lados, ou no lado direito (para os primeiros-grumetes), só no lado esquerdo (no caso dos segundo-grumetes), dos seus uniformes.Os segundos-grumetes sem curso de especialização, são denominados genéricamente por "segundo-grumete sem curso", ou, na gíria naval portuguesa por "básicos". Estes últimos, tal como os segundo-grumetes recrutas, segundo-grumetes instruendos ou segundo-grumetes recrutas, não usam nenhum distintivo.

## Marinha do Brasil
Na Marinha do Brasil a designação grumete aplica-se aos alunos das Escolas de Aprendizes-Marinheiro, nos 3º e 4º períodos quando os alunos estarão realizando o Estágio dos Grumetes. Os marinheiros-recrutas, aprendizes e grumetes da Marinha do Brasil não usam divisas em seus uniformes.
O Curso de Formação de Marinheiros para a Ativa (C-FMN) forma os Marinheiros para o Corpo de Praças da Armada (CPA), durando 48 semanas, conduzido em regime de semi-internato, com 40 horas semanais. O C-FMN tem duas fases: Aprendiz-Marinheiro (AM) e Grumete (GR). A primeira fase envolve dois tipos de ensino: básico e militar naval, buscando a formação de competências da formação militar naval. Neste período os alunos estarão na condição de Aprendizes-Marinheiros, sendo estimulados a desenvolver as habilidades necessárias ao exercício da atividade militar compatível com a militar-naval.
A segunda fase de formação ocorre na graduação de Grumete. O objetivo nesta fase de formação é o desenvolvimento de competências relacionadas ao ensino profissional militar em uma das três áreas de atuação possíveis na graduação de MN: Apoio, Eletroeletrônica e Mecânica, bem como dar continuidade aos aspectos militares iniciados na primeira fase do C-FMN.